# ピエトロ・アレティーノ

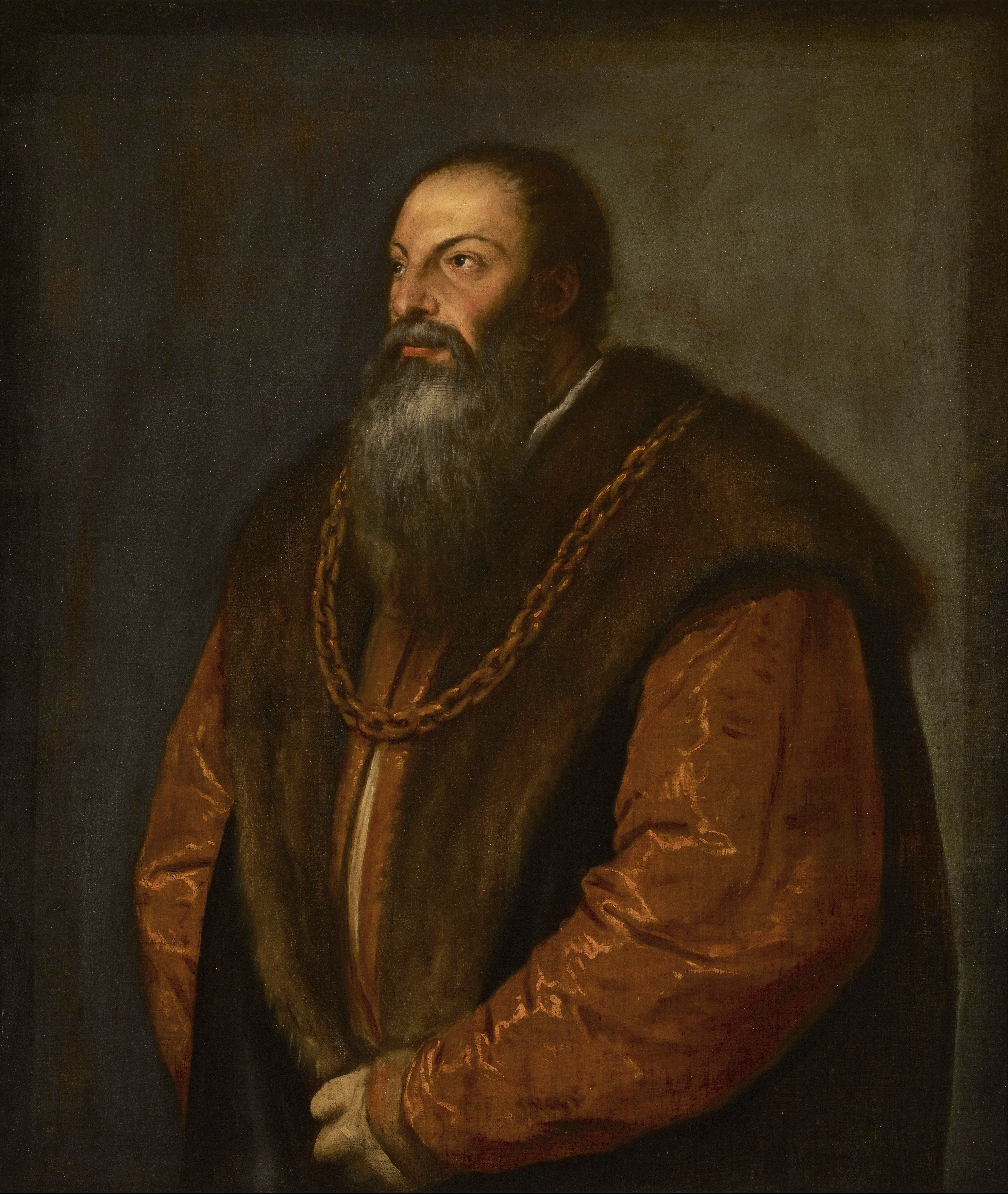
ティツィアーノ画（1548年）、フリック・コレクション所蔵

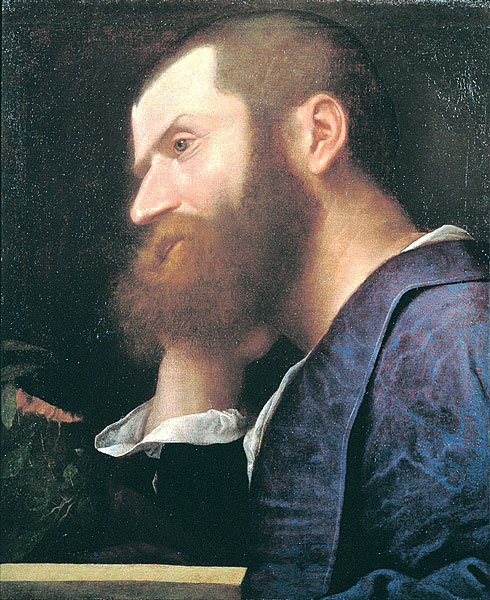
ティツィアーノ画（1512年）、ピッティ宮殿所蔵

ピエトロ・アレティーノ（Pietro Aretino、1492年4月20日– 1556年10月21日）は、ルネサンス期イタリアの作家、詩人。

## 生涯
「ティータ　Tita」と呼ばれた美しい遊女で何人もの芸術家のモデルとなった女性を母として、アレッツォの孤児院で生まれる。保護者も友人もなくお祈りができるくらいの教育しか受けなかった。13歳の時に母親から金を盗んでペルージャに逃げ、ある製本屋の部屋を借りて住む。19歳の時にローマの富裕な商人アゴスティーノ・キージ(it)に下男として雇われ、ついで後の教皇ユリウス3世であるサン・ジョバンニ枢機卿の召使いとなる。その屋敷を出てロンバルディア地方を放浪しつつ放蕩生活をおくった末に、ラヴェンナでフランチェスコ派の托鉢僧になりすます。レオ10世が教皇となるとその取り巻きの芸人となることを目指してローマへ赴き、小姓となる。教皇の推薦状を元にミラノ・ピサ・ボローニャ・フェラーラ・マントヴァを渡り歩き、文学者としてエステ家とゴンツァーガ家を後ろ盾とするまでになる。1524年に「教皇クレメンス7世への讃歌　Laude di Clemente VII」という詩を書き、初めての年金を与えられた。
ヴェネツィアを根拠地として、全イタリアの著名人を誹謗中傷で攻撃するか、大げさに褒め称える詩や書翰を発表することでその富と名声を築きあげる。庇護者としてジョバンニ・ディ・メディチ、フランソワ1世、神聖ローマ皇帝カール5世を数えることができ、教皇ユリウス3世によりサン・ピエトロの騎士に任命され、年金だけでも820スクードを受け取る資産家であり、一生涯に使ったお金は10万フランをこえるといわれる。アリオストにより「王侯の懲らしめの鞭、神のごとき」と形容されたアレティーノは敵も多く、何度も殺されかけたが、最期は自宅で卒中で倒れたとも笑いすぎて死んだともされている。
文筆家としてのアレティーノは厚顔無恥で卑劣であると非難され続けていたが、彼は自分の書いたものには必ず署名をし、無条件に公開した。このような態度をさして、歴史家のブルクハルトはアレティーノを「ジャーナリズムの元祖」と評する。
当時からそのポルノグラフィックな内容と表現の放埒さで悪評高かった作品『気まぐれなおしゃべり　I capricciosi ragionamenti』（結城豊太訳『ラジオナメンティ　女のおしゃべり』 角川文庫、1979年）がある。

## 作品

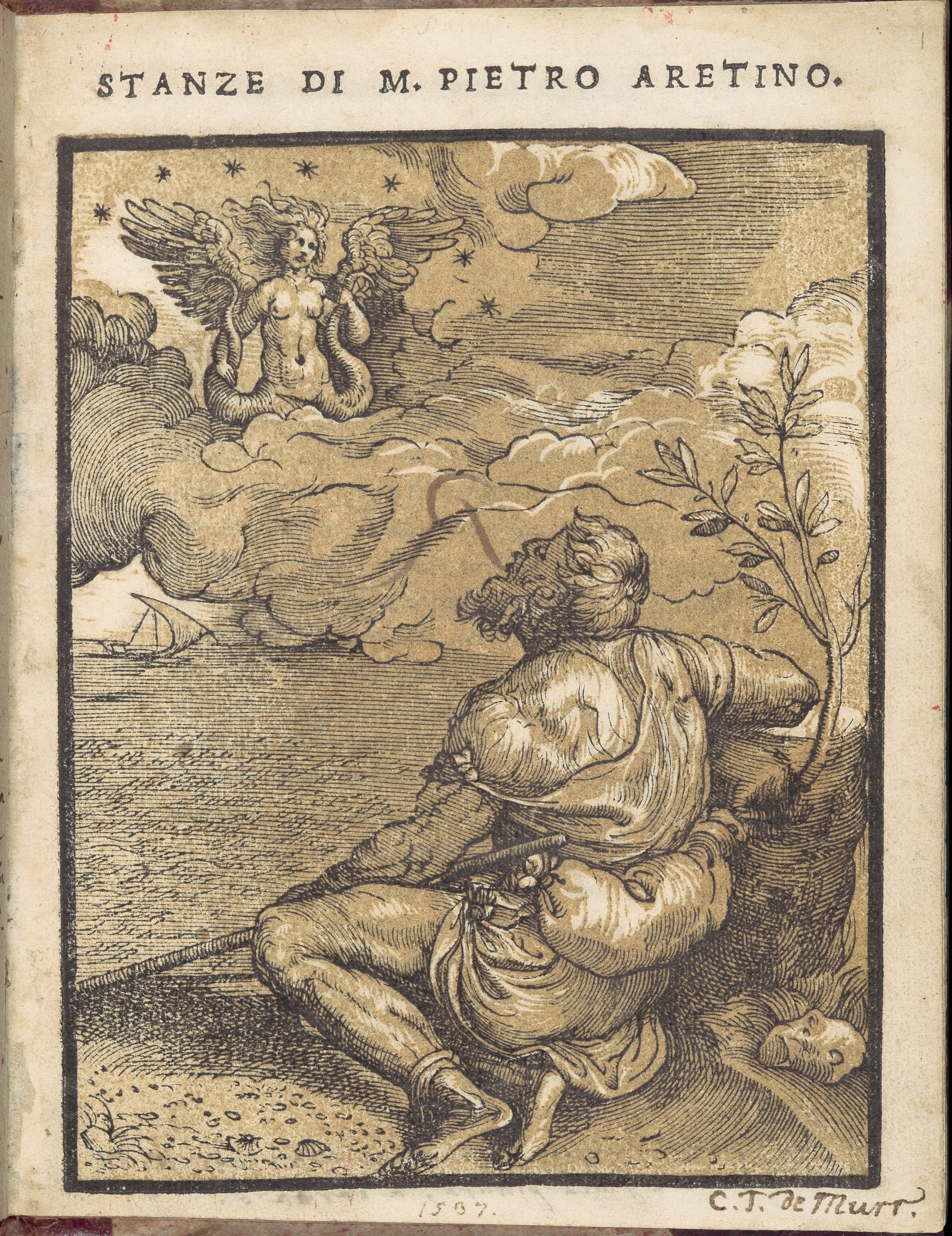
Stanze di M. Pietro Aretino, 1537

### 詩
- 『フランス国王へ献ずるカピートロ　Capitolo al re di Francia』
- 『オルランディーノ　L'Orlandino』
- 『アンジェリカの涙について　De la lagrime di Angelica』

### 喜劇
- 『フラーザFraza』
- 『遊女 La cortigiana』（1534年）
  - 『コルティジャーナ　宮廷生活』栗原俊秀訳 イタリアルネサンス文学・哲学コレクション 水声社 2019
- 『主馬頭 Il marescalco』
- 『タランタLa talanta』
- 『偽善者 Lo ipocrito』
- 『哲学者 Il filosofo』

### 悲劇
- 『オラツィア Orazia』（1546年）

### その他
- 『イエスの受難　Salmi Passione di Gesù』（1534年）
- 『キリスト伝　Humanità di Cristo』（1535年）
- 『書簡集　Lettre familiari』（1537－57年）
- 『聖女カテリーナ・ダ・シエーナ伝　Vita di Caterina vergine e martire』（1540年）